# Campeonato Mundial de Ciclismo en Ruta

El Campeonato Mundial de Ciclismo en Ruta es la competición de ciclismo en ruta más importante a nivel internacional; se realiza anualmente desde 1927, en diferentes categorías, bajo la organización de la Unión Ciclista Internacional (UCI). A diferencia de las grandes vueltas ciclistas, cada categoría se disputa en una sola carrera; al vencedor de cada carrera se le otorga el maillot arcoíris y por tanto es el campeón del mundo durante un año.
Las distintas carreras son para tres categorías de corredores; élite masculino, sub-23 masculino y femenino, disputándose tres especialidades; carrera en línea o ruta, contrarreloj individual y contrarreloj por equipos (excepto sub-23).
A partir de 2011, dentro de este evento, se desarrolla el Campeonato Mundial de Ciclismo en Ruta Juvenil, para ciclistas menores de 19 años (anteriormente se disputaba en forma separada).
Los ciclistas que más triunfos poseen en la carrera en línea son Alfredo Binda, Eddy Merckx, Rik Van Steenbergen, Óscar Freire y Peter Sagan con tres títulos cada uno; mientras que en contrarreloj, Fabian Cancellara y Tony Martin suman cuatro títulos cada uno.

## Historia
El primer campeonato del mundo en ruta se disputó en 1921 en Copenhague, pero estuvo reservado a ciclistas amateurs, donde ganó el sueco Gunnar Sköld.
A partir de 1927 pudieron participar ciclistas profesionales, corriendo junto con los aficionados en la misma carrera. Esa primera edición se celebró en el circuito de Nürburgring en Alemania y vio el triunfo de la selección italiana a manos de Alfredo Binda para los profesionales, mientras que la 5.ª posición del belga Jean Aerts le dio el título de campeón del mundo amateur. Posteriormente el campeonato del mundo fue dividido en dos categorías: profesionales y amateur.
En 1958 se estableció el Campeonato Mundial Femenino en línea, solo para la categoría amateur, ya que no existía actividad femenina profesional.
En la categoría amateur, en 1962 se introdujo la contrarreloj por equipos masculina. La misma se disputaba con cuatro corredores sobre una distancia de 100 km. En 1987 también se empezó a correr la versión femenina en una distancia de 50 km.
En 1994 se produjeron varios cambios en el formato de los mundiales. Para la carrera en línea masculina dejó de existir la división entre profesionales y amateurs, volviendo a correr una sola carrera todos juntos y bajo la denominación élite (sin límite de edad). En cuanto a la especialidad contrarreloj, comenzó a disputarse en forma individual, desapareciendo la contrarreloj por equipos. En la rama femenina sucedió lo mismo, se abrió a ciclistas profesionales y se creó la especialidad contrarreloj, suprimiendo la de equipos. En 1996 se creó la categoría sub-23 para ciclistas de 19 a 23 años, disputándose carrera en línea y contrarreloj individual.
A partir de 2012 retornó la contrarreloj por equipos, pero siendo disputada por equipos profesionales.

## Maillot arcoíris
Los ganadores de cada prueba del campeonato tienen el derecho y el honor de llevar el maillot arcoíris por un año hasta el siguiente campeonato. Este maillot es una camiseta blanca con cinco bandas horizontales que representan a los cinco continentes.
Los corredores que hayan sido campeón del mundo al menos una vez durante su carrera, tienen derecho a llevar los colores arco iris en los puños y cuello de su maillot como recuerdo de su triunfo.

## Competiciones
Desde la edición de 2022, los mundiales constan de nueve pruebas (para ver el palmarés de cada prueba, pulsar el respectivo enlace):
- Especialidad en línea o ruta:
  - Sub-23 femenino
  - Sub-23 masculino
  - Élite femenino
  - Élite masculino
- Especialidad contrarreloj individual (CRI):
  - Sub-23 femenino
  - Sub-23 masculino
  - Élite femenino
  - Élite masculino
- Especialidad contrarreloj por equipos (CRE):
  - Relevos mixtos
  - Equipo élite femenino (de 2012 a 2018)
  - Equipo élite masculino (de 2012 a 2018)

## Ediciones
| Núm.     | Año         | Sede                                               | Élite masculino                                    | Élite masculino                                    | Élite masculino                                    | Élite femenino                                     | Élite femenino                                     | Élite femenino                                     | Masculino sub-23                                   | Masculino sub-23                                   | Femenino sub-23                                    | Femenino sub-23                                    | Mixto                                              |
| -------- | ----------- | -------------------------------------------------- | -------------------------------------------------- | -------------------------------------------------- | -------------------------------------------------- | -------------------------------------------------- | -------------------------------------------------- | -------------------------------------------------- | -------------------------------------------------- | -------------------------------------------------- | -------------------------------------------------- | -------------------------------------------------- | -------------------------------------------------- |
| Núm.     | Año         | Sede                                               | Ruta                                               | CRI                                                | CRE                                                | Ruta                                               | CRI                                                | CRE                                                | Ruta                                               | CRI                                                | Ruta                                               | CRI                                                | CRM                                                |
| I        | 1927        | Nürburg · ( Alemania)                              | Alfredo Binda                                      | –                                                  | –                                                  | –                                                  | –                                                  | –                                                  | –                                                  | –                                                  | –                                                  | –                                                  | –                                                  |
| II       | 1928        | Budapest · ( Hungría)                              | Georges Ronsse                                     | –                                                  | –                                                  | –                                                  | –                                                  | –                                                  | –                                                  | –                                                  | –                                                  | –                                                  | –                                                  |
| III      | 1929        | Zúrich · ( Suiza)                                  | Georges Ronsse                                     | –                                                  | –                                                  | –                                                  | –                                                  | –                                                  | –                                                  | –                                                  | –                                                  | –                                                  | –                                                  |
| IV       | 1930        | Lieja · ( Bélgica)                                 | Alfredo Binda                                      | –                                                  | –                                                  | –                                                  | –                                                  | –                                                  | –                                                  | –                                                  | –                                                  | –                                                  | –                                                  |
| V        | 1931        | Copenhague ( Dinamarca)                            | Learco Guerra                                      | –                                                  | –                                                  | –                                                  | –                                                  | –                                                  | –                                                  | –                                                  | –                                                  | –                                                  | –                                                  |
| VI       | 1932        | Roma ( Italia)                                     | Alfredo Binda                                      | –                                                  | –                                                  | –                                                  | –                                                  | –                                                  | –                                                  | –                                                  | –                                                  | –                                                  | –                                                  |
| VII      | 1933        | Montlhéry ( Francia)                               | Georges Speicher                                   | –                                                  | –                                                  | –                                                  | –                                                  | –                                                  | –                                                  | –                                                  | –                                                  | –                                                  | –                                                  |
| VIII     | 1934        | Leipzig ( Alemania)                                | Karel Kaers                                        | –                                                  | –                                                  | –                                                  | –                                                  | –                                                  | –                                                  | –                                                  | –                                                  | –                                                  | –                                                  |
| IX       | 1935        | Floreffe · ( Bélgica)                              | Jean Aerts                                         | –                                                  | –                                                  | –                                                  | –                                                  | –                                                  | –                                                  | –                                                  | –                                                  | –                                                  | –                                                  |
| X        | 1936        | Berna · ( Suiza)                                   | Antonin Magne                                      | –                                                  | –                                                  | –                                                  | –                                                  | –                                                  | –                                                  | –                                                  | –                                                  | –                                                  | –                                                  |
| XI       | 1937        | Copenhague ( Dinamarca)                            | Eloi Meulenberg                                    | –                                                  | –                                                  | –                                                  | –                                                  | –                                                  | –                                                  | –                                                  | –                                                  | –                                                  | –                                                  |
| XII      | 1938        | Valkenburg · ( Países Bajos)                       | Marcel Kint                                        | –                                                  | –                                                  | –                                                  | –                                                  | –                                                  | –                                                  | –                                                  | –                                                  | –                                                  | –                                                  |
|          | 1939 – 1945 | No celebrados a causa de la Segunda Guerra Mundial | No celebrados a causa de la Segunda Guerra Mundial | No celebrados a causa de la Segunda Guerra Mundial | No celebrados a causa de la Segunda Guerra Mundial | No celebrados a causa de la Segunda Guerra Mundial | No celebrados a causa de la Segunda Guerra Mundial | No celebrados a causa de la Segunda Guerra Mundial | No celebrados a causa de la Segunda Guerra Mundial | No celebrados a causa de la Segunda Guerra Mundial | No celebrados a causa de la Segunda Guerra Mundial | No celebrados a causa de la Segunda Guerra Mundial | No celebrados a causa de la Segunda Guerra Mundial |
| XIII     | 1946        | Zúrich · ( Suiza)                                  | Hans Knecht                                        | –                                                  | –                                                  | –                                                  | –                                                  | –                                                  | –                                                  | –                                                  | –                                                  | –                                                  | –                                                  |
| XIV      | 1947        | Reims ( Francia)                                   | Theo Middelkamp                                    | –                                                  | –                                                  | –                                                  | –                                                  | –                                                  | –                                                  | –                                                  | –                                                  | –                                                  | –                                                  |
| XV       | 1948        | Valkenburg · ( Países Bajos)                       | Briek Schotte                                      | –                                                  | –                                                  | –                                                  | –                                                  | –                                                  | –                                                  | –                                                  | –                                                  | –                                                  | –                                                  |
| XVI      | 1949        | Copenhague ( Dinamarca)                            | Rik Van Steenbergen                                | –                                                  | –                                                  | –                                                  | –                                                  | –                                                  | –                                                  | –                                                  | –                                                  | –                                                  | –                                                  |
| XVII     | 1950        | Moorslede · ( Bélgica)                             | Briek Schotte                                      | –                                                  | –                                                  | –                                                  | –                                                  | –                                                  | –                                                  | –                                                  | –                                                  | –                                                  | –                                                  |
| XVIII    | 1951        | Varese · ( Italia)                                 | Ferdi Kübler                                       | –                                                  | –                                                  | –                                                  | –                                                  | –                                                  | –                                                  | –                                                  | –                                                  | –                                                  | –                                                  |
| XIX      | 1952        | Luxemburgo ( Luxemburgo)                           | Heinz Müller                                       | –                                                  | –                                                  | –                                                  | –                                                  | –                                                  | –                                                  | –                                                  | –                                                  | –                                                  | –                                                  |
| XX       | 1953        | Lugano · ( Suiza)                                  | Fausto Coppi                                       | –                                                  | –                                                  | –                                                  | –                                                  | –                                                  | –                                                  | –                                                  | –                                                  | –                                                  | –                                                  |
| XXI      | 1954        | Solingen ( RFA)                                    | Louison Bobet                                      | –                                                  | –                                                  | –                                                  | –                                                  | –                                                  | –                                                  | –                                                  | –                                                  | –                                                  | –                                                  |
| XXII     | 1955        | Frascati · ( Italia)                               | Stan Ockers                                        | –                                                  | –                                                  | –                                                  | –                                                  | –                                                  | –                                                  | –                                                  | –                                                  | –                                                  | –                                                  |
| XXIII    | 1956        | Ballerup ( Dinamarca)                              | Rik Van Steenbergen                                | –                                                  | –                                                  | –                                                  | –                                                  | –                                                  | –                                                  | –                                                  | –                                                  | –                                                  | –                                                  |
| XXIV     | 1957        | Waregem · ( Bélgica)                               | Rik Van Steenbergen                                | –                                                  | –                                                  | –                                                  | –                                                  | –                                                  | –                                                  | –                                                  | –                                                  | –                                                  | –                                                  |
| XXV      | 1958        | Reims ( Francia)                                   | Ercole Baldini                                     | –                                                  | –                                                  | Elsy Jacobs                                        | –                                                  | –                                                  | –                                                  | –                                                  | –                                                  | –                                                  | –                                                  |
| XXVI     | 1959        | Zandvoort · ( Países Bajos)                        | André Darrigade                                    | –                                                  | –                                                  | Yvonne Reynders                                    | –                                                  | –                                                  | –                                                  | –                                                  | –                                                  | –                                                  | –                                                  |
| XXVII    | 1960        | Sachsenring ( RDA)                                 | Rik Van Looy                                       | –                                                  | –                                                  | Beryl Burton                                       | –                                                  | –                                                  | –                                                  | –                                                  | –                                                  | –                                                  | –                                                  |
| XXVIII   | 1961        | Berna · ( Suiza)                                   | Rik Van Looy                                       | –                                                  | –                                                  | Yvonne Reynders                                    | –                                                  | –                                                  | –                                                  | –                                                  | –                                                  | –                                                  | –                                                  |
| XXIX     | 1962        | Saló · ( Italia)                                   | Jean Stablinski                                    | –                                                  | Italia                                             | Marie-Rose Gaillard                                | –                                                  | –                                                  | –                                                  | –                                                  | –                                                  | –                                                  | –                                                  |
| XXX      | 1963        | Ronse · ( Bélgica)                                 | Benoni Beheyt                                      | –                                                  | Francia                                            | Yvonne Reynders                                    | –                                                  | –                                                  | –                                                  | –                                                  | –                                                  | –                                                  | –                                                  |
| XXXI     | 1964        | Sallanches ( Francia)                              | Jan Janssen                                        | –                                                  | Italia                                             | Emīlija Sonka                                      | –                                                  | –                                                  | –                                                  | –                                                  | –                                                  | –                                                  | –                                                  |
| XXXII    | 1965        | Lasarte ( España)                                  | Tom Simpson                                        | –                                                  | Italia                                             | Elisabeth Eichholz                                 | –                                                  | –                                                  | –                                                  | –                                                  | –                                                  | –                                                  | –                                                  |
| XXXIII   | 1966        | Nürburgring ( RFA)                                 | Rudi Altig                                         | –                                                  | Dinamarca                                          | Yvonne Reynders                                    | –                                                  | –                                                  | –                                                  | –                                                  | –                                                  | –                                                  | –                                                  |
| XXXIV    | 1967        | Heerlen · ( Países Bajos)                          | Eddy Merckx                                        | –                                                  | Suecia                                             | Beryl Burton                                       | –                                                  | –                                                  | –                                                  | –                                                  | –                                                  | –                                                  | –                                                  |
| XXXV     | 1968        | Imola · ( Italia)                                  | Vittorio Adorni                                    | –                                                  | Suecia                                             | Keetie van Oosten-Hage                             | –                                                  | –                                                  | –                                                  | –                                                  | –                                                  | –                                                  | –                                                  |
| XXXVI    | 1969        | Zolder · ( Bélgica)                                | Harm Ottenbros                                     | –                                                  | Suecia                                             | Audrey McElmury                                    | –                                                  | –                                                  | –                                                  | –                                                  | –                                                  | –                                                  | –                                                  |
| XXXVII   | 1970        | Leicester ( Reino Unido)                           | Jean-Pierre Monseré                                | –                                                  | URSS                                               | Anna Konkina                                       | –                                                  | –                                                  | –                                                  | –                                                  | –                                                  | –                                                  | –                                                  |
| XXXVIII  | 1971        | Mendrisio · ( Suiza)                               | Eddy Merckx                                        | –                                                  | Bélgica                                            | Anna Konkina                                       | –                                                  | –                                                  | –                                                  | –                                                  | –                                                  | –                                                  | –                                                  |
| XXXIX    | 1972        | Gap ( Francia)                                     | Marino Basso                                       | –                                                  | –                                                  | Geneviève Gambillon                                | –                                                  | –                                                  | –                                                  | –                                                  | –                                                  | –                                                  | –                                                  |
| XL       | 1973        | Barcelona ( España)                                | Felice Gimondi                                     | –                                                  | Polonia                                            | Nicolle Van Den Broeck                             | –                                                  | –                                                  | –                                                  | –                                                  | –                                                  | –                                                  | –                                                  |
| XLI      | 1974        | Montreal · ( Canadá)                               | Eddy Merckx                                        | –                                                  | Suecia                                             | Geneviève Gambillon                                | –                                                  | –                                                  | –                                                  | –                                                  | –                                                  | –                                                  | –                                                  |
| XLII     | 1975        | Yvoir · ( Bélgica)                                 | Hennie Kuiper                                      | –                                                  | Polonia                                            | Tineke Fopma                                       | –                                                  | –                                                  | –                                                  | –                                                  | –                                                  | –                                                  | –                                                  |
| XLIII    | 1976        | Ostuni · ( Italia)                                 | Freddy Maertens                                    | –                                                  | –                                                  | Keetie van Oosten-Hage                             | –                                                  | –                                                  | –                                                  | –                                                  | –                                                  | –                                                  | –                                                  |
| XLIV     | 1977        | San Cristóbal · ( Venezuela)                       | Francesco Moser                                    | –                                                  | URSS                                               | Josiane Bost                                       | –                                                  | –                                                  | –                                                  | –                                                  | –                                                  | –                                                  | –                                                  |
| XLV      | 1978        | Nürburgring ( RFA)                                 | Gerrie Knetemann                                   | –                                                  | Países Bajos                                       | Beate Habetz                                       | –                                                  | –                                                  | –                                                  | –                                                  | –                                                  | –                                                  | –                                                  |
| XLVI     | 1979        | Valkenburg · ( Países Bajos)                       | Jan Raas                                           | –                                                  | RDA                                                | Petra de Bruin                                     | –                                                  | –                                                  | –                                                  | –                                                  | –                                                  | –                                                  | –                                                  |
| XLVII    | 1980        | Sallanches ( Francia)                              | Bernard Hinault                                    | –                                                  | –                                                  | Beth Heiden                                        | –                                                  | –                                                  | –                                                  | –                                                  | –                                                  | –                                                  | –                                                  |
| XLVIII   | 1981        | Praga ( Checoslovaquia)                            | Freddy Maertens                                    | –                                                  | RDA                                                | Ute Enzenauer                                      | –                                                  | –                                                  | –                                                  | –                                                  | –                                                  | –                                                  | –                                                  |
| XLIX     | 1982        | Goodwood ( Reino Unido)                            | Giuseppe Saronni                                   | –                                                  | Países Bajos                                       | Mandy Jones                                        | –                                                  | –                                                  | –                                                  | –                                                  | –                                                  | –                                                  | –                                                  |
| L        | 1983        | Altenrhein · ( Suiza)                              | Greg LeMond                                        | –                                                  | URSS                                               | Marianne Berglund                                  | –                                                  | –                                                  | –                                                  | –                                                  | –                                                  | –                                                  | –                                                  |
| LI       | 1984        | Barcelona · ( España)                              | Claude Criquielion                                 | –                                                  | –                                                  | –                                                  | –                                                  | –                                                  | –                                                  | –                                                  | –                                                  | –                                                  | –                                                  |
| LII      | 1985        | Giavera del Montello · ( Italia)                   | Joop Zoetemelk                                     | –                                                  | URSS                                               | Jeannie Longo                                      | –                                                  | –                                                  | –                                                  | –                                                  | –                                                  | –                                                  | –                                                  |
| LIII     | 1986        | Colorado Springs ( Estados Unidos)                 | Moreno Argentin                                    | –                                                  | Países Bajos                                       | Jeannie Longo                                      | –                                                  | –                                                  | –                                                  | –                                                  | –                                                  | –                                                  | –                                                  |
| LIV      | 1987        | Villach · ( Austria)                               | Stephen Roche                                      | –                                                  | Italia                                             | Jeannie Longo                                      | –                                                  | URSS                                               | –                                                  | –                                                  | –                                                  | –                                                  | –                                                  |
| LV       | 1988        | Ronse · ( Bélgica)                                 | Maurizio Fondriest                                 | –                                                  | –                                                  | –                                                  | –                                                  | Italia                                             | –                                                  | –                                                  | –                                                  | –                                                  | –                                                  |
| LVI      | 1989        | Chambéry ( Francia)                                | Greg LeMond                                        | –                                                  | RDA                                                | Jeannie Longo                                      | –                                                  | URSS                                               | –                                                  | –                                                  | –                                                  | –                                                  | –                                                  |
| LVII     | 1990        | Utsunomiya ( Japón)                                | Rudy Dhaenens                                      | –                                                  | URSS                                               | Catherine Marsal                                   | –                                                  | Países Bajos                                       | –                                                  | –                                                  | –                                                  | –                                                  | –                                                  |
| LVIII    | 1991        | Stuttgart · ( Alemania)                            | Gianni Bugno                                       | –                                                  | Italia                                             | Leontien van Moorsel                               | –                                                  | Francia                                            | –                                                  | –                                                  | –                                                  | –                                                  | –                                                  |
| LIX      | 1992        | Benidorm · ( España)                               | Gianni Bugno                                       | –                                                  | –                                                  | –                                                  | –                                                  | Estados Unidos                                     | –                                                  | –                                                  | –                                                  | –                                                  | –                                                  |
| LX       | 1993        | Oslo · ( Noruega)                                  | Lance Armstrong                                    | –                                                  | Italia                                             | Leontien van Moorsel                               | –                                                  | Rusia                                              | –                                                  | –                                                  | –                                                  | –                                                  | –                                                  |
| LXI      | 1994        | Agrigento · ( Italia)                              | Luc Leblanc                                        | Chris Boardman                                     | Italia                                             | Monica Valvik                                      | Karen Kurreck                                      | Rusia                                              | –                                                  | –                                                  | –                                                  | –                                                  | –                                                  |
| LXII     | 1995        | Duitama · ( Colombia)                              | Abraham Olano                                      | Miguel Induráin                                    | –                                                  | Jeannie Longo                                      | Jeannie Longo                                      | –                                                  | –                                                  | –                                                  | –                                                  | –                                                  | –                                                  |
| LXIII    | 1996        | Lugano · ( Suiza)                                  | Johan Museeuw                                      | Alex Zülle                                         | –                                                  | Barbara Heeb                                       | Jeannie Longo                                      | –                                                  | Giuliano Figueras                                  | Luca Sironi                                        | –                                                  | –                                                  | –                                                  |
| LXIV     | 1997        | San Sebastián · ( España)                          | Laurent Brochard                                   | Laurent Jalabert                                   | –                                                  | Alessandra Cappellotto                             | Jeannie Longo                                      | –                                                  | Kurt Asle Arvesen                                  | Fabio Malberti                                     | –                                                  | –                                                  | –                                                  |
| LXV      | 1998        | Valkenburg · ( Países Bajos)                       | Oscar Camenzind                                    | Abraham Olano                                      | –                                                  | Diana Žiliūtė                                      | Leontien Zijlaard-van Moorsel                      | –                                                  | Ivan Basso                                         | Thor Hushovd                                       | –                                                  | –                                                  | –                                                  |
| LXVI     | 1999        | Verona · ( Italia)                                 | Óscar Freire                                       | Jan Ullrich                                        | –                                                  | Edita Pučinskaitė                                  | Leontien Zijlaard-van Moorsel                      | –                                                  | Leonardo Giordani                                  | José Iván Gutiérrez                                | –                                                  | –                                                  | –                                                  |
| LXVII    | 2000        | Plouay ( Francia)                                  | Romāns Vainšteins                                  | Serhi Honchar                                      | –                                                  | Zinaida Stahurskaya                                | Mari Holden                                        | –                                                  | Yevgueni Petrov                                    | Yevgueni Petrov                                    | –                                                  | –                                                  | –                                                  |
| LXVIII   | 2001        | Lisboa ( Portugal)                                 | Óscar Freire                                       | Jan Ullrich                                        | –                                                  | Rasa Polikevičiūtė                                 | Jeannie Longo                                      | –                                                  | Yaroslav Popovych                                  | Danny Pate                                         | –                                                  | –                                                  | –                                                  |
| LXIX     | 2002        | Zolder · ( Bélgica)                                | Mario Cipollini                                    | Santiago Botero                                    | –                                                  | Susanne Ljungskog                                  | Zulfiya Zabirova                                   | –                                                  | Francesco Chicchi                                  | Tomas Vaitkus                                      | –                                                  | –                                                  | –                                                  |
| LXX      | 2003        | Hamilton · ( Canadá)                               | Igor Astarloa                                      | Michael Rogers                                     | –                                                  | Susanne Ljungskog                                  | Joane Somarriba                                    | –                                                  | Serguei Lagutin                                    | Markus Fothen                                      | –                                                  | –                                                  | –                                                  |
| LXXI     | 2004        | Verona · ( Italia)                                 | Óscar Freire                                       | Michael Rogers                                     | –                                                  | Judith Arndt                                       | Karin Thürig                                       | –                                                  | Kanstantsin Siutsou                                | Janez Brajkovič                                    | –                                                  | –                                                  | –                                                  |
| LXXII    | 2005        | Madrid · ( España)                                 | Tom Boonen                                         | Michael Rogers                                     | –                                                  | Regina Schleicher                                  | Karin Thürig                                       | –                                                  | Dmytro Grabovsky                                   | Mijail Ignatiev                                    | –                                                  | –                                                  | –                                                  |
| LXXIII   | 2006        | Salzburgo · ( Austria)                             | Paolo Bettini                                      | Fabian Cancellara                                  | –                                                  | Marianne Vos                                       | Kristin Armstrong                                  | –                                                  | Gerald Ciolek                                      | Dominique Cornu                                    | –                                                  | –                                                  | –                                                  |
| LXXIV    | 2007        | Stuttgart · ( Alemania)                            | Paolo Bettini                                      | Fabian Cancellara                                  | –                                                  | Marta Bastianelli                                  | Hanka Kupfernagel                                  | –                                                  | Peter Velits                                       | Lars Boom                                          | –                                                  | –                                                  | –                                                  |
| LXXV     | 2008        | Varese · ( Italia)                                 | Alessandro Ballan                                  | Bert Grabsch                                       | –                                                  | Nicole Cooke                                       | Amber Neben                                        | –                                                  | Fabio Duarte                                       | Adriano Malori                                     | –                                                  | –                                                  | –                                                  |
| LXXVI    | 2009        | Mendrisio · ( Suiza)                               | Cadel Evans                                        | Fabian Cancellara                                  | –                                                  | Tatiana Guderzo                                    | Kristin Armstrong                                  | –                                                  | Romain Sicard                                      | Jack Bobridge                                      | –                                                  | –                                                  | –                                                  |
| LXXVII   | 2010        | Melbourne ( Australia)                             | Thor Hushovd                                       | Fabian Cancellara                                  | –                                                  | Giorgia Bronzini                                   | Emma Pooley                                        | –                                                  | Michael Matthews                                   | Taylor Phinney                                     | –                                                  | –                                                  | –                                                  |
| LXXVIII  | 2011        | Copenhague ( Dinamarca)                            | Mark Cavendish                                     | Tony Martin                                        | –                                                  | Giorgia Bronzini                                   | Judith Arndt                                       | –                                                  | Arnaud Démare                                      | Luke Durbridge                                     | –                                                  | –                                                  | –                                                  |
| LXXIX    | 2012        | Valkenburg · ( Países Bajos)                       | Philippe Gilbert                                   | Tony Martin                                        | Bélgica                                            | Marianne Vos                                       | Judith Arndt                                       | Alemania                                           | Alexei Lutsenko                                    | Anton Vorobiov                                     | –                                                  | –                                                  | –                                                  |
| LXXX     | 2013        | Florencia · ( Italia)                              | Rui Costa                                          | Tony Martin                                        | Bélgica                                            | Marianne Vos                                       | Ellen van Dijk                                     | Estados Unidos                                     | Matej Mohorič                                      | Damien Howson                                      | –                                                  | –                                                  | –                                                  |
| LXXXI    | 2014        | Ponferrada · ( España)                             | Michał Kwiatkowski                                 | Bradley Wiggins                                    | Estados Unidos                                     | Pauline Ferrand-Prévot                             | Lisa Brennauer                                     | Estados Unidos                                     | Sven Erik Bystrøm                                  | Campbell Flakemore                                 | –                                                  | –                                                  | –                                                  |
| LXXXII   | 2015        | Richmond ( Estados Unidos)                         | Peter Sagan                                        | Vasil Kiryienka                                    | Estados Unidos                                     | Elizabeth Armitstead                               | Linda Villumsen                                    | Alemania                                           | Kévin Ledanois                                     | Mads Würtz Schmidt                                 | –                                                  | –                                                  | –                                                  |
| LXXXIII  | 2016        | Doha ( Catar)                                      | Peter Sagan                                        | Tony Martin                                        | Bélgica                                            | Amalie Dideriksen                                  | Amber Neben                                        | Países Bajos                                       | Kristoffer Halvorsen                               | Marco Mathis                                       | –                                                  | –                                                  | –                                                  |
| LXXXIV   | 2017        | Bergen · ( Noruega)                                | Peter Sagan                                        | Tom Dumoulin                                       | Alemania                                           | Chantal Blaak                                      | Annemiek van Vleuten                               | Países Bajos                                       | Benoît Cosnefroy                                   | Mikkel Bjerg                                       | –                                                  | –                                                  | –                                                  |
| LXXXV    | 2018        | Innsbruck · ( Austria)                             | Alejandro Valverde                                 | Rohan Dennis                                       | Bélgica                                            | Anna van der Breggen                               | Annemiek van Vleuten                               | Alemania                                           | Marc Hirschi                                       | Mikkel Bjerg                                       | –                                                  | –                                                  | –                                                  |
| LXXXVI   | 2019        | Yorkshire ( Reino Unido)                           | Mads Pedersen                                      | Rohan Dennis                                       | –                                                  | Annemiek van Vleuten                               | Chloé Dygert                                       | –                                                  | Samuele Battistella                                | Mikkel Bjerg                                       | –                                                  | –                                                  | Países Bajos                                       |
| LXXXVII  | 2020        | Imola · ( Italia)                                  | Julian Alaphilippe                                 | Filippo Ganna                                      | –                                                  | Anna van der Breggen                               | Anna van der Breggen                               | –                                                  | –                                                  | –                                                  | –                                                  | –                                                  | –                                                  |
| LXXXVIII | 2021        | Flandes · ( Bélgica)                               | Julian Alaphilippe                                 | Filippo Ganna                                      | –                                                  | Elisa Balsamo                                      | Ellen van Dijk                                     | –                                                  | Filippo Baroncini                                  | Johan Price-Pejtersen                              | –                                                  | –                                                  | Alemania                                           |
| LXXXIX   | 2022        | Wollongong ( Australia)                            | Remco Evenepoel                                    | Tobias Foss                                        | –                                                  | Annemiek van Vleuten                               | Ellen van Dijk                                     | –                                                  | Yevgueni Fiodorov                                  | Søren Wærenskjold                                  | Niamh Fisher-Black                                 | Vittoria Guazzini                                  | Suiza                                              |
| XC       | 2023        | Glasgow ( Reino Unido)                             | Mathieu van der Poel                               | Remco Evenepoel                                    | –                                                  | Lotte Kopecky                                      | Chloé Dygert                                       | –                                                  | Axel Laurance                                      | Lorenzo Milesi                                     | Kata Blanka Vas                                    | Antonia Niedermaier                                | Suiza                                              |
| XCI      | 2024        | Zúrich · ( Suiza)                                  | Tadej Pogačar                                      | Remco Evenepoel                                    | –                                                  | Lotte Kopecky                                      | Grace Brown                                        | –                                                  | Niklas Behrens                                     | Iván Romeo                                         | Puck Pieterse                                      | Antonia Niedermaier                                | Australia                                          |
| XCII     | 2025        | Kigali ( Ruanda)                                   |                                                    |                                                    | –                                                  |                                                    |                                                    | –                                                  |                                                    |                                                    |                                                    |                                                    |                                                    |
| XCIII    | 2026        | Montreal · ( Canadá)                               |                                                    |                                                    | –                                                  |                                                    |                                                    | –                                                  |                                                    |                                                    |                                                    |                                                    |                                                    |
| XCIV     | 2027        | Alta Saboya ( Francia)                             |                                                    |                                                    | –                                                  |                                                    |                                                    | –                                                  |                                                    |                                                    |                                                    |                                                    |                                                    |
| XCV      | 2028        | Abu Dabi · ( EAU)                                  |                                                    |                                                    | –                                                  |                                                    |                                                    | –                                                  |                                                    |                                                    |                                                    |                                                    |                                                    |
| XCVI     | 2029        | Por determinar ( Dinamarca)                        |                                                    |                                                    | –                                                  |                                                    |                                                    | –                                                  |                                                    |                                                    |                                                    |                                                    |                                                    |
| XCVII    | 2030        | Bruselas · ( Bélgica)                              |                                                    |                                                    | –                                                  |                                                    |                                                    | –                                                  |                                                    |                                                    |                                                    |                                                    |                                                    |
| Núm.     | Año         | Sede                                               | Ruta                                               | CRI                                                | CRE                                                | Ruta                                               | CRI                                                | CRE                                                | Ruta                                               | CRI                                                | Ruta                                               | CRI                                                | CRM                                                |
| Núm.     | Año         | Sede                                               | Élite masculino                                    | Élite masculino                                    | Élite masculino                                    | Élite femenino                                     | Élite femenino                                     | Élite femenino                                     | Masculino sub-23                                   | Masculino sub-23                                   | Femenino sub-23                                    | Femenino sub-23                                    | Mixto                                              |

1. ↑  La prueba de ruta femenina se realizó en Rotheux-Rimière (Bélgica).
2. ↑  La prueba de ruta femenina se realizó en Leipzig.
3. ↑  La prueba de ruta femenina se realizó en Douglas (Reino Unido).
4. ↑  Las pruebas de contrarreloj se realizaron en Catania.
5. ↑  Las pruebas de contrarreloj se realizaron entre Paipa y Tunja.
6. ↑  Las pruebas de contrarreloj se realizaron en Bardolino.
7. ↑  Las pruebas de contrarreloj se realizaron en Geelong.
8. ↑  La prueba de ruta masculina se realizó en el municipio de Rudersdal.
9. ↑  Las pruebas se realizaron en diversos recorridos en la provincia de Limburgo, con base en la ciudad de Valkenburg.
10. ↑  El campeonato iba a realizarse en las localidades suizas de Aigle y Martigny, pero la federación de ciclismo de ese país anunció la cancelación del campeonato debido a la pandemia de COVID-19.[2]
11. ↑  Las pruebas de contrarreloj se realizaron en Stirling.

## Medallero histórico
- Desde Nürburg 1927 hasta Zúrich 2024 (se incluyen todas las competiciones de ruta y contrarreloj: élite masculina, élite femenina, masculina sub-23 y femenina sub-23; no se contemplan las medallas de las competiciones de ruta para amateurs celebradas entre 1921 y 1995, ni las de las categorías juveniles).

| Núm. | País            | Oro | Plata | Bronce | Total |
| ---- | --------------- | --- | ----- | ------ | ----- |
| 1    | Italia          | 46  | 44    | 47     | 137   |
| 2    | Bélgica         | 43  | 29    | 26     | 98    |
| 3    | Países Bajos    | 40  | 43    | 24     | 107   |
| 4    | Alemania        | 32  | 31    | 37     | 100   |
| 5    | Francia         | 32  | 29    | 25     | 86    |
| 6    | Estados Unidos  | 20  | 20    | 15     | 55    |
| 7    | Rusia           | 17  | 22    | 25     | 64    |
| 8    | Suiza           | 14  | 20    | 19     | 53    |
| 9    | Australia       | 13  | 25    | 19     | 57    |
| 10   | España          | 11  | 14    | 17     | 42    |
| 11   | Reino Unido     | 10  | 10    | 16     | 36    |
| 12   | Dinamarca       | 8   | 7     | 10     | 25    |
| 13   | Noruega         | 8   | 2     | 7      | 17    |
| 14   | Suecia          | 7   | 4     | 4      | 15    |
| 15   | Lituania        | 4   | 3     | 5      | 12    |
| 16   | Eslovaquia      | 4   | 1     | 1      | 6     |
| 17   | Ucrania         | 3   | 4     | 2      | 9     |
| 18   | Polonia         | 3   | 3     | 3      | 9     |
| 19   | Eslovenia       | 3   | 1     | 2      | 6     |
| 20   | Bielorrusia     | 3   | 1     | 1      | 5     |
| 21   | Nueva Zelanda   | 2   | 2     | 3      | 7     |
| 22   | Colombia        | 2   | 1     | 1      | 4     |
| 23   | Kazajistán      | 2   | 0     | 2      | 4     |
| 24   | Irlanda         | 1   | 2     | 3      | 6     |
| 24   | Luxemburgo      | 1   | 2     | 3      | 6     |
| 26   | Hungría         | 1   | 2     | 1      | 4     |
| 26   | Portugal        | 1   | 2     | 1      | 4     |
| 28   | Letonia         | 1   | 0     | 0      | 1     |
| 28   | Uzbekistán      | 1   | 0     | 0      | 1     |
| 30   | Canadá          | 0   | 3     | 5      | 8     |
| 31   | Checoslovaquia  | 0   | 2     | 2      | 4     |
| 32   | Austria         | 0   | 1     | 4      | 5     |
| 33   | Sudáfrica       | 0   | 1     | 1      | 2     |
| 34   | Eritrea         | 0   | 1     | 0      | 1     |
| 34   | República Checa | 0   | 1     | 0      | 1     |
| 36   | Finlandia       | 0   | 0     | 2      | 2     |
| 37   | Uruguay         | 0   | 0     | 1      | 1     |
|      | TOTAL           | 333 | 333   | 334    | 1000  |

1. ↑  Incluye las medallas obtenidas por la RFA y la RDA entre 1949 y 1990.
2. ↑  Incluye las medallas obtenidas por la URSS.

## Máximos ganadores
Los ciclistas que han ganado las pruebas de categoría absoluta en más de una ocasión son:
| Total | Nombre              | Ediciones        |
| ----- | ------------------- | ---------------- |
| 3     | Alfredo Binda       | 1927, 1930, 1932 |
| 3     | Eddy Merckx         | 1967, 1971, 1974 |
| 3     | Rik Van Steenbergen | 1949, 1956, 1957 |
| 3     | Óscar Freire        | 1999, 2001, 2004 |
| 3     | Peter Sagan         | 2015, 2016, 2017 |
| 2     | Georges Ronsse      | 1928, 1929       |
| 2     | Briek Schotte       | 1948, 1950       |
| 2     | Rik Van Looy        | 1960, 1961       |
| 2     | Freddy Maertens     | 1976, 1981       |
| 2     | Greg Lemond         | 1983, 1989       |
| 2     | Gianni Bugno        | 1991, 1992       |
| 2     | Paolo Bettini       | 2006, 2007       |
| 2     | Julian Alaphilippe  | 2020, 2021       |

| País           | Victorias | Último vencedor              |
| -------------- | --------- | ---------------------------- |
| Bélgica        | 27        | Remco Evenepoel en 2022      |
| Italia         | 19        | Alessandro Ballan en 2008    |
| Francia        | 10        | Julian Alaphilippe en 2021   |
| Países Bajos   | 8         | Mathieu van der Poel en 2023 |
| España         | 6         | Alejandro Valverde en 2018   |
| Estados Unidos | 3         | Lance Armstrong en 1993      |
| Suiza          | 3         | Oscar Camenzind en 1998      |
| Eslovaquia     | 3         | Peter Sagan en 2017          |
| Alemania       | 2         | Rudi Altig en 1966           |
| Reino Unido    | 2         | Mark Cavendish en 2011       |
| Irlanda        | 1         | Stephen Roche en 1987        |
| Letonia        | 1         | Romāns Vainšteins en 2000    |
| Australia      | 1         | Cadel Evans en 2009          |
| Noruega        | 1         | Thor Hushovd en 2010         |
| Portugal       | 1         | Rui Costa en 2013            |
| Polonia        | 1         | Michał Kwiatkowski en 2014   |
| Dinamarca      | 1         | Mads Pedersen en 2019        |
| Eslovenia      | 1         | Tadej Pogačar en 2024        |

| Total | Nombre            | Ediciones              |
| ----- | ----------------- | ---------------------- |
| 4     | Fabian Cancellara | 2006, 2007, 2009, 2010 |
| 4     | Tony Martin       | 2011, 2012, 2013, 2016 |
| 3     | Michael Rogers    | 2003, 2004, 2005       |
| 2     | Jan Ullrich       | 1999, 2001             |
| 2     | Rohan Dennis      | 2018, 2019             |
| 2     | Filippo Ganna     | 2020, 2021             |
| 2     | Remco Evenepoel   | 2023, 2024             |

| País         | Victorias | Último vencedor           |
| ------------ | --------- | ------------------------- |
| Alemania     | 7         | Tony Martin en 2016       |
| Suiza        | 5         | Fabian Cancellara en 2010 |
| Australia    | 5         | Rohan Dennis en 2019      |
| España       | 2         | Abraham Olano en 1998     |
| Reino Unido  | 2         | Bradley Wiggins en 2014   |
| Italia       | 2         | Filippo Ganna en 2021     |
| Bélgica      | 2         | Remco Evenepoel en 2024   |
| Francia      | 1         | Laurent Jalabert en 1997  |
| Ucrania      | 1         | Sergi Gonchar en 2000     |
| Colombia     | 1         | Santiago Botero en 2002   |
| Bielorrusia  | 1         | Vasil Kirienka en 2015    |
| Países Bajos | 1         | Tom Dumoulin en 2017      |
| Noruega      | 1         | Tobias Foss en 2022       |

## Máximas ganadoras
Los ciclistas que han ganado las pruebas de categoría absoluta en más de una ocasión son:
| Total | Nombre               | Ediciones                    |
| ----- | -------------------- | ---------------------------- |
| 5     | Jeannie Longo        | 1985, 1986, 1987, 1989, 1995 |
| 4     | Yvonne Reynders      | 1959, 1961, 1963, 1966       |
| 3     | Marianne Vos         | 2006, 2012, 2013             |
| 2     | Beryl Burton         | 1960, 1967                   |
| 2     | Anna Konkina         | 1970, 1971                   |
| 2     | Geneviève Gambillon  | 1972, 1974                   |
| 2     | Leontien van Moorsel | 1991, 1993                   |
| 2     | Susanne Ljungskog    | 2002, 2003                   |
| 2     | Giorgia Bronzini     | 2010, 2011                   |
| 2     | Anna van der Breggen | 2018, 2020                   |
| 2     | Annemiek van Vleuten | 2019, 2022                   |
| 2     | Lotte Kopecky        | 2023, 2024                   |

| País            | Victorias | Última vencedora               |
| --------------- | --------- | ------------------------------ |
| Países Bajos    | 14        | Annemiek van Vleuten en 2022   |
| Francia         | 10        | Pauline Ferrand-Prévot en 2014 |
| Bélgica         | 8         | Lotte Kopecky en 2024          |
| Italia          | 6         | Elisa Balsamo en 2021          |
| Alemania        | 5         | Regina Schleicher en 2005      |
| Reino Unido     | 5         | Elizabeth Armitstead en 2015   |
| Unión Soviética | 3         | Anna Konkina en 1971           |
| Lituania        | 3         | Rasa Polikevičiūtė en 2001     |
| Suecia          | 3         | Susanne Ljungskog en 2003      |
| Estados Unidos  | 2         | Bath Heiden en 1980            |
| Luxemburgo      | 1         | Elsie Jacobs en 1958           |
| Noruega         | 1         | Monica Valvik en 1994          |
| Suiza           | 1         | Barbara Heeb en 1996           |
| Bielorrusia     | 1         | Zinaida Stahurskaya en 2000    |
| Dinamarca       | 1         | Amalie Dideriksen en 2016      |

| Total | Nombre                        | Ediciones              |
| ----- | ----------------------------- | ---------------------- |
| 4     | Jeannie Longo                 | 1995, 1996, 1997, 2001 |
| 3     | Ellen van Dijk                | 2013, 2021, 2022       |
| 2     | Leontien Zijlaard-van Moorsel | 1998, 1999             |
| 2     | Karin Thürig                  | 2004, 2005             |
| 2     | Kristin Armstrong             | 2006, 2009             |
| 2     | Judith Arndt                  | 2011, 2012             |
| 2     | Amber Neben                   | 2008, 2016             |
| 2     | Annemiek van Vleuten          | 2017, 2018             |
| 2     | Chloé Dygert                  | 2019, 2023             |

| País           | Victorias | Último vencedor          |
| -------------- | --------- | ------------------------ |
| Países Bajos   | 8         | Ellen van Dijk en 2022   |
| Estados Unidos | 8         | Chloé Dygert en 2023     |
| Francia        | 4         | Jeannie Longo en 2001    |
| Alemania       | 4         | Lisa Brennauer en 2014   |
| Suiza          | 2         | Karin Thürig en 2003     |
| Australia      | 2         | Grace Brown en 2024      |
| Rusia          | 1         | Zulfiya Zabirova en 2002 |
| España         | 1         | Joane Somarriba en 2003  |
| Reino Unido    | 1         | Emma Pooley en 2010      |